# مذبحة تولوز 1562

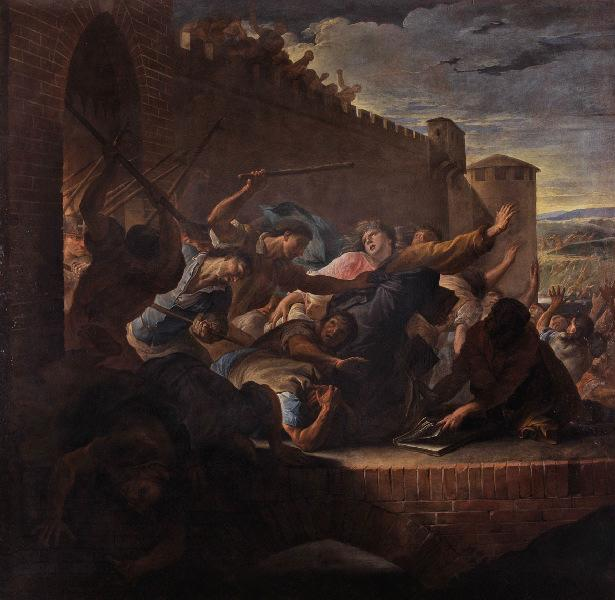

مذبحة تولوز 1562 هي سلسلة من الأحداث (التي حدثت بشكل كبير في غضون أسبوع) حيث حرض أعضاء الكنيسة البروتستانتية في فرنسا (غالبا ما يطلق عليهم هوغونوتيون) ضد أعضاء الكنيسة الرومانية الكاثوليكية في الاشتباكات العنيفة التي انتهت بموت ما بين 3,000-5,000 مواطن في المدينة الفرنسية تولوز. هذه الأحداث هي ما حملت التوترات التي ستنفجر قريبا إلى حرب أهلية خلال حروب فرنسا الدينية.

## خلفية
لعب تاريخ تولوز وهيكلها السياسي دوراً هاماً في التوترات التي أدت إلى أعمال الشغب في 1562.

### الماضي الديني في العصور الوسطى
كانت مدينة تولوز عاصمة لانغيدوك التي كانت معقلا للكاثار طوال القرون من القرن الحادي عشر حتي القرن الثالث عشر.
في محاولة للقضاء على ما اعتبرته هرطقة، دعت الكنيسة الكاثوليكية الرومانية للقيام بعمل عسكري ضد الكاثار. تم تجميع هذه الحملات تحت مصطلح الحملة الصليبية على الكثار. كما طورت السلطة الكاثوليكية رهبنة الدومينيكية ومحاكم تفتيش القرون الوسطى من أجل القضاء على هذا الاعتقاد وفضحه.
بعض المؤرخين مثل إدغار ساندرسون، يعتقد أن النجاحات اللاحقة للكنيسة البروتستانتية في فرنسا التي حققتها في المنطقة خلال القرنين السادس عشر والسابع عشر يمكن أن تعزى إلى استجواب عام للسلطة الرومانية الكاثوليكية من قبل الناس في هذه المنطقة، وهو الموقف الذي جعل كاثار صعب للغاية القضاء عليها.
لاحظ ساندرسون «في التنافس [بين الكاتار والكاثوليك] التي تلي ذلك، أحيانا الهرطقة أحرقت وهي علي قيد الحياة، وفي أحيان أخرى قام المفتشين بطردها أو اغتيالها».
أيضا، نتيجة لتركيز الكنيسة الكاثوليكية المستمر على المنطقة، وقد تم إيلاء اهتمام كبير لضمان أن وجهات نظر السكان وآراءهم توافق العقيدة الكاثوليكية، ووضعت جهود كبيرة إلى الأمام لتعليم تلك العقيدة. هاذان العاملين الثقافيين (استجواب السلطة والتركيز المكثف على المذهب) في المنطقة قد يفسر كيف كان الجزء الأكبر من السكان (بما في ذلك برلمان تولوز) روماني كاثوليكي بقوة، لكن أعضاء كنيسة الإصلاح البروستانت تمكنوا من تحقيق تقدم سريع هناك.

### حركة الإصلاح الديني

#### صعود البروتستانتية
بحلول 1530م بعض الطبقات المتصوفة التي تعيش في تولوز وفي جامعتها أصبحت مقتنعة بكتابات مارتن لوثر. وفي 1532 بدأت السلطات الكاثوليكية تطهير الجامعة، بالاضطهاد ومن ثم طرد العديد من الطلاب والأساتذة بتهمة الانتماء إلى البروتستانتية.
أيضا في 1532 أنتجت تولوز واحدة من أول الشهداء البروتستانت الفرنسين، عندما احترق المحامي جون دي كاتروس على نار هادئة. كان هذا بسبب ما أطلق عليه «الموعظة اللوثرية» حين قاموا بالمرح في عيد الغطاس (قد أوصى باستبدال الصلاة«لعل المسيح يسيطر في قلوبنا!» بـ «الملك يشرب!»).
في 1536 تم اكتشاف نسخ من «تأسيس الديانة المسيحية» لجون كالفين في المدينة وبدأت الكنيسة البروتستانتية في فرنسا تكسب منتسبين جدد، هذا على الرغم من كون تولوز مقر محاكم التفتيش الدومينيكان.
كان هناك علامة غريبة من النجاح للكنيسة البروتستانتية في 10 سبتمبر 1538 عندما تم خنق وحرق محقق تولوز الكاثوليكية «لويس روشيت» لاعتناقه البروتستانتية.
وبحلول عقد 1540 الصراع بين الكاثوليك وأعضاء الكنيسة البروتستانتية تصاعد في تولوز.
وواصل أعضاء كنيسة الإصلاح أنشطتها في تولوز لعقود من الزمن على الرغم من الاضطهاد القانوني والشعبي (الذي أحيانا يصل إلي حد القتل). على الرغم من أن الكنيسة البروتستانتية ظهرت في وقت لاحق في تولوز من عواصم المحافظات الأخرى (مثل ليون أو روان)، وبقدوم 1561 أنها احجموا حلقاتهم الدينية على مقربة من فندق دي فيل (مبنى بلدية بني في 1190) في منازل مدينة مكلفة من بعض من المواطنين تولوز البارزين.

#### المزامير بالفرنسية
في الأحداث التي أدت إلى أعمال شغب وخلال أعمال الشغب أنفسهم، كان هناك رد فعل قوي من قبل الكاثوليك ضد أي شخص يغني المزامير باللغة الفرنسية. في أواخر عقد 1530 قام كليمان مارو بترجمة المزامير إلى الفرنسية ووضعها في الموسيقى الشعبية. في البداية قدم كليمان مارو هذه فقط إلى البلاط الملكي للملك فرانسيس الأول حيث تلقى استقبالا حسنا للغاية خاصة من قبل الشاب دوفين (الذي أصبح فيما بعد الملك هنري الثاني ملك فرنسا). دوفين جعل حاشيته تغني معه بينما كان موسيقيوه يرافقونه على الكمان أو العود. تسبب جون كالفين في اثنا عشر من ترجمات مارو ليتم نشرها بإضافة خمسة مزامير إضافية مترجمة من قبله وقام بتلحينها.
مع بداية عقد 1540، قام مارو بترجمة حوالي 50 مزمارًا ونشرت هذه لعامة الناس، وأصبحت شعبية بين الكاثوليك والبروتستانت. في عام 1542 أدى تزايد المخاوف الكاثوليكية من انتشار الأفكار البروتستانتية إلى عدة مراسيم ضد الناس والكتابات التي تعتبرها الكنيسة هرطقة. وفي هذا الوقت حظرت جامعة السوربون مزامير مارو بالفرنسية وأصدرت مذكرة توقيفه (الذي هرب بسببها بمغادرة البلاد بشكل دائم).كان ثيودور بيزامن بين أولئك الذين عملوا على ترجمة بقية المزامير إلى الفرنسية، حتى اكتملت كلها. 
ينظر بعض المؤرخين (مثل سترتدا ورولاند بروثيرو) إلى شعبية المزامير باللغة الفرنسية على أنها "من بين الأسباب الرئيسية للإصلاح في البلدان المنخفضة". لذا في فرنسا، كانت النسخة المتريّة من سفر المزامير، في اللغة المبتذلة، والمضبوطة على الموسيقى الشعبية، واحدة من الأدوات الرئيسية في نجاح الكنيسة الإصلاحية. تم التعرف على المزامير مع الحياة اليومية للهوغونوتيون. تم تعليم الأطفال لتعلمهم عن ظهر قلب. كانوا يغنون في كل وجبة، "ترديد المزامير"، بلغة شعبية لتحويل البروتستانت. أصبحت المزامير هيوغونوت لامارسييز. "
بالإضافة إلى حظر غناء المزامير بالفرنسية، رأت العقيدة الكاثوليكية أن «هلليلويا» كان علامة على الحركة من الرثاء إلى الثناء وحظرت أي مزمور يحتوي على كلمة «هلليلويا» (مزمور الليلوي) أثناء الطقوس الجنائزية وأثناء الطقوس الجنائزية. التائب والموسم الرسمي من الصوم الكبير (الذي ركز على معاناة يسوع ودعا للصلاة والتكفير عن الذنب والتوبة والصدقة وإنكار الذات). لم يعتبر البروتستانت أنفسهم ملتزمين بهذا التقليد وطالبوا بالحرية في استخدام أي مزامير شعروا أنها مناسبة. كما يرى الكاثوليك الامتناع من استخدام هذه المزامير الليلوية باعتباره علامة على الاحترام والتبجيل ليسوع رأوا أي البروتستانتية الغناء لهم بين السبت قبل أحد سيبتوجيسيما- Septuagesima (يوم الأحد التاسع قبل عيد الفصح) حتى ليلة السهر عيد الفصح عن الانخراط في خاصة فعل تجديفي.

#### استهلاك اللحوم
ومن الممارسات الأخرى التي يمكن ملاحظتها بسهولة والتي تفرقت بين البروتستانت والكاثوليك خلال هذا الوقت، تناول اللحوم في الأيام التي يحظرها التسلسل الهرمي الكاثوليكي الروماني. رأى الكاثوليك البروتستانت وهم يعرضون أو يبيعون أو يشترون أو يأكلون اللحم في الأيام التي تحظرها كنيستهم على أنها تجديف.